# Monacos Grand Prix 2022
Monacos Grand Prix 2022 (officielt navn: Formula 1 Grand Prix de Monaco 2022) var et Formel 1-løb, som blev kørt den 29. maj 2022 på gadebanen Circuit de Monaco i Monte Carlo, Monaco. Det var det syvende løb i Formel 1-sæsonen 2022, og 79. gang at Monacos Grand Prix blev arrangeret.

## Kvalifikation
| Pos.               | Nr. | Kører             | Konstruktør           | Del 1    | Del 2    | Del 3    | Grid |
| ------------------ | --- | ----------------- | --------------------- | -------- | -------- | -------- | ---- |
| 1                  | 16  | Charles Leclerc   | Ferrari               | 1.12,569 | 1.11,864 | 1.11,376 | 1    |
| 2                  | 55  | Carlos Sainz, Jr. | Ferrari               | 1.12,616 | 1.12,074 | 1.11,601 | 2    |
| 3                  | 11  | Sergio Pérez      | Red Bull Racing-RBPT  | 1.13,004 | 1.11,954 | 1.11,629 | 3    |
| 4                  | 1   | Max Verstappen    | Red Bull Racing-RBPT  | 1.12,993 | 1.12,117 | 1.11,666 | 4    |
| 5                  | 4   | Lando Norris      | McLaren-Mercedes      | 1.12,927 | 1.12,266 | 1.11,849 | 5    |
| 6                  | 63  | George Russell    | Mercedes              | 1.12,787 | 1.12,617 | 1.12,112 | 6    |
| 7                  | 14  | Fernando Alonso   | Alpine-Renault        | 1.13,394 | 1.12,688 | 1.12,247 | 7    |
| 8                  | 44  | Lewis Hamilton    | Mercedes              | 1.13,444 | 1.12,595 | 1.12,560 | 8    |
| 9                  | 5   | Sebastian Vettel  | Aston Martin-Mercedes | 1.13,313 | 1.12,613 | 1.12,732 | 9    |
| 10                 | 31  | Esteban Ocon      | Alpine-Renault        | 1.12,848 | 1.12,528 | 1.13,047 | 10   |
| 11                 | 22  | Yuki Tsunoda      | AlphaTauri-RBPT       | 1.13,110 | 1.12,797 | N/A      | 11   |
| 12                 | 77  | Valtteri Bottas   | Alfa Romeo-Ferrari    | 1.13,541 | 1.12,909 | N/A      | 12   |
| 13                 | 20  | Kevin Magnussen   | Haas-Ferrari          | 1.13,069 | 1.12,921 | N/A      | 13   |
| 14                 | 3   | Daniel Ricciardo  | McLaren-Mercedes      | 1.13,338 | 1.12,964 | N/A      | 14   |
| 15                 | 47  | Mick Schumacher   | Haas-Ferrari          | 1.13,469 | 1.13,081 | N/A      | 15   |
| 16                 | 23  | Alexander Albon   | Williams-Mercedes     | 1.13,611 | N/A      | N/A      | 16   |
| 17                 | 10  | Pierre Gasly      | AlphaTauri-RBPT       | 1.13,660 | N/A      | N/A      | 17   |
| 18                 | 18  | Lance Stroll      | Aston Martin-Mercedes | 1.13,678 | N/A      | N/A      | 18   |
| 19                 | 6   | Nicholas Latifi   | Williams-Mercedes     | 1.14,403 | N/A      | N/A      | 19   |
| 20                 | 24  | Zhou Guanyu       | Alfa Romeo-Ferrari    | 1.15,606 | N/A      | N/A      | 20   |
| 107%-tid: 1.17,648 |     |                   |                       |          |          |          |      |
| Kilde:             |     |                   |                       |          |          |          |      |

## Resultat
| Pos.                                                            | Nr. | Kører             | Konstruktør           | Omgange | Tid/Udgået  | Startpos. | Point |
| --------------------------------------------------------------- | --- | ----------------- | --------------------- | ------- | ----------- | --------- | ----- |
| 1                                                               | 11  | Sergio Pérez      | Red Bull Racing-RBPT  | 64      | 1:56.30,265 | 3         | 25    |
| 2                                                               | 55  | Carlos Sainz, Jr. | Ferrari               | 64      | +1,154      | 2         | 18    |
| 3                                                               | 1   | Max Verstappen    | Red Bull Racing-RBPT  | 64      | +1,491      | 4         | 15    |
| 4                                                               | 16  | Charles Leclerc   | Ferrari               | 64      | +2,922      | 1         | 12    |
| 5                                                               | 63  | George Russell    | Mercedes              | 64      | +11,968     | 6         | 10    |
| 6                                                               | 4   | Lando Norris      | McLaren-Mercedes      | 64      | +12,231     | 5         | 91    |
| 7                                                               | 14  | Fernando Alonso   | Alpine-Renault        | 64      | +46,358     | 7         | 6     |
| 8                                                               | 44  | Lewis Hamilton    | Mercedes              | 64      | +50,388     | 8         | 4     |
| 9                                                               | 77  | Valtteri Bottas   | Alfa Romeo-Ferrari    | 64      | +52,525     | 12        | 2     |
| 10                                                              | 5   | Sebastian Vettel  | Aston Martin-Mercedes | 64      | +53,536     | 9         | 1     |
| 11                                                              | 10  | Pierre Gasly      | AlphaTauri-RBPT       | 64      | +54,289     | 17        |       |
| 12                                                              | 31  | Esteban Ocon      | Alpine-Renault        | 64      | +55,6442    | 10        |       |
| 13                                                              | 3   | Daniel Ricciardo  | McLaren-Mercedes      | 64      | +57,635     | 14        |       |
| 14                                                              | 18  | Lance Stroll      | Aston Martin-Mercedes | 64      | + 1.00,802  | 18        |       |
| 15                                                              | 6   | Nicholas Latifi   | Williams-Mercedes     | 63      | +1 omgang   | 19        |       |
| 16                                                              | 24  | Zhou Guanyu       | Alfa Romeo-Ferrari    | 63      | +1 omgang   | 20        |       |
| 17                                                              | 22  | Yuki Tsunoda      | AlphaTauri-RBPT       | 63      | +1 omgang   | 11        |       |
| Ret                                                             | 23  | Alexander Albon   | Williams-Mercedes     | 48      | Mekanik3    | 16        |       |
| Ret                                                             | 47  | Mick Schumacher   | Haas-Ferrari          | 24      | Uheld       | 15        |       |
| Ret                                                             | 20  | Kevin Magnussen   | Haas-Ferrari          | 19      | Vandtryk    | 13        |       |
| Hurtigste omgang: Lando Norris (McLaren) - 1.14,693 (omgang 55) |     |                   |                       |         |             |           |       |
| Kilde:                                                          |     |                   |                       |         |             |           |       |

Noter:
↑1 - Inkluderer point for hurtigste omgang.
↑2 - Esteban Ocon blev givet en 5-sekunders straf for at være skyld i et sammenstød med Lewis Hamilton. Som resultat af straffen gik Ocons slutposition fra 9. pladsen til 12. pladsen . 
↑3 - Alexander Albon blev givet en 5-sekunders straf for at køre af banen og dermed få en fordel. Hans slutposition forblev uændret af straffen, da han senere måtte udgå fra ræset.

## Stilling i mesterskaberne efter løbet
| Pos. | Kører            | Point |
| ---- | ---------------- | ----- |
| 1    | Max Verstappen   | 125   |
| 2    | Charles Leclerc  | 116   |
| 3    | Sergio Pérez     | 110   |
| 4    | George Russell   | 84    |
| 5    | Carlos Sainz Jr. | 83    |

| Pos. | Konstruktør        | Point |
| ---- | ------------------ | ----- |
| 1    | Red Bull-RBPT      | 235   |
| 2    | Ferrari            | 199   |
| 3    | Mercedes           | 134   |
| 4    | McLaren-Mercedes   | 59    |
| 5    | Alfa Romeo-Ferrari | 41    |